# Toyota Corolla E120
La Toyota Corolla E120 è la nona generazione della berlina media Corolla, entrata nel catalogo Toyota nel 2000 e prodotta sino al 2007.

## Modello europeo
La Toyota Corolla E120 per il mercato europeo è stata presentata in versione berlina hatchback tre e cinque porte nel novembre 2001 ed è stata introdotta sul mercato alcuni mesi dopo, a gennaio 2002 in Italia. Pochi mesi dopo sono state presentate le varianti berlina 3 volumi e station wagon (che avevano un frontale diverso rispetto alle altre versioni) che debutteranno nell'estate dello stesso anno. La versione berlina 3 volumi non sarà importata né in Italia, né in molti paesi dell'Europa Occidentale. Sempre nello stesso periodo debuttò anche la versione monovolume Verso che aveva una linea completamente diversa dalle sorelle due volumi, tre volumi e wagon e derivava direttamente dalla versione di base. Questa vettura era venduta come Toyota Corolla Spacio in madrepatria.
Esteticamente, rispetto alla precedente versione (ossia la E110), la linea cambiava completamente diventando più moderna e adatta ai gusti dei mercati europei.
Anche gli interni, ora completamente ridisegnati, avevano delle linee completamente nuove e più moderne. I materiali (come le plastiche, di cui molte morbide, e i tessuti) e la qualità costruttiva generale degli interni raggiungevano un nuovo grado di qualità, superiore rispetto a prima e in grado di rivaleggiare con le rivali europee più blasonate, come la Volkswagen Golf, la Opel Astra, la Renault Mégane, la Ford Focus e la Peugeot 307.
Il D-CAT (Diesel Clean Advanced Technologies) permetteva di ridurre le emissioni di NOx e del particolato nei diesel, riducendole a livelli inferiori del 50% e dell'80% rispetto agli standard Euro IV.
Il cruscotto era illuminato con tecnologia Optitron, la stessa usata da Lexus; ad auto spenta era completamente nero, se l'auto veniva messa in moto l'illuminazione si accendeva al massimo della luminosità, attenuandosi al momento dell'accensione dei fari.
Oltre al classico cambio manuale a 5 marce disponibile su tutte le versioni, eccetto la TS che monta un 6 marce, era disponibile il cambio M-MT (Manual Multi Transmission) a 5 marce, da ottobre 2004 abbinabile anche a un'unità diesel. Un elettroattuatore, tenendo conto del numero dei giri, della pendenza della strada, della pressione su freno o su acceleratore, eseguiva il passaggio di marcia.; l'operazione era eseguibile anche manualmente dal guidatore spostando avanti e indietro la leva.
Nel 2003, in concomitanza col lancio della seconda serie dell'ammiraglia di casa, la Avensis, ha debuttato il 2.0 D-4D con 116 CV omologato secondo gli standard Euro 4 al posto della meno moderna e potente versione dello stesso motore, ma con 110 CV ed Euro 3.

## Restyling 2004
Nel 2004 avviene un moderato restyling per le versioni 3 e 5 porte, in cui viene modificato il frontale, con una calandra e un paraurti più moderni e tondeggianti, e il retro, con dei gruppi ottici identici come forma, ma con una geometria interna ispirata alla Avensis e il paraurti, che ha una griglia posteriore.

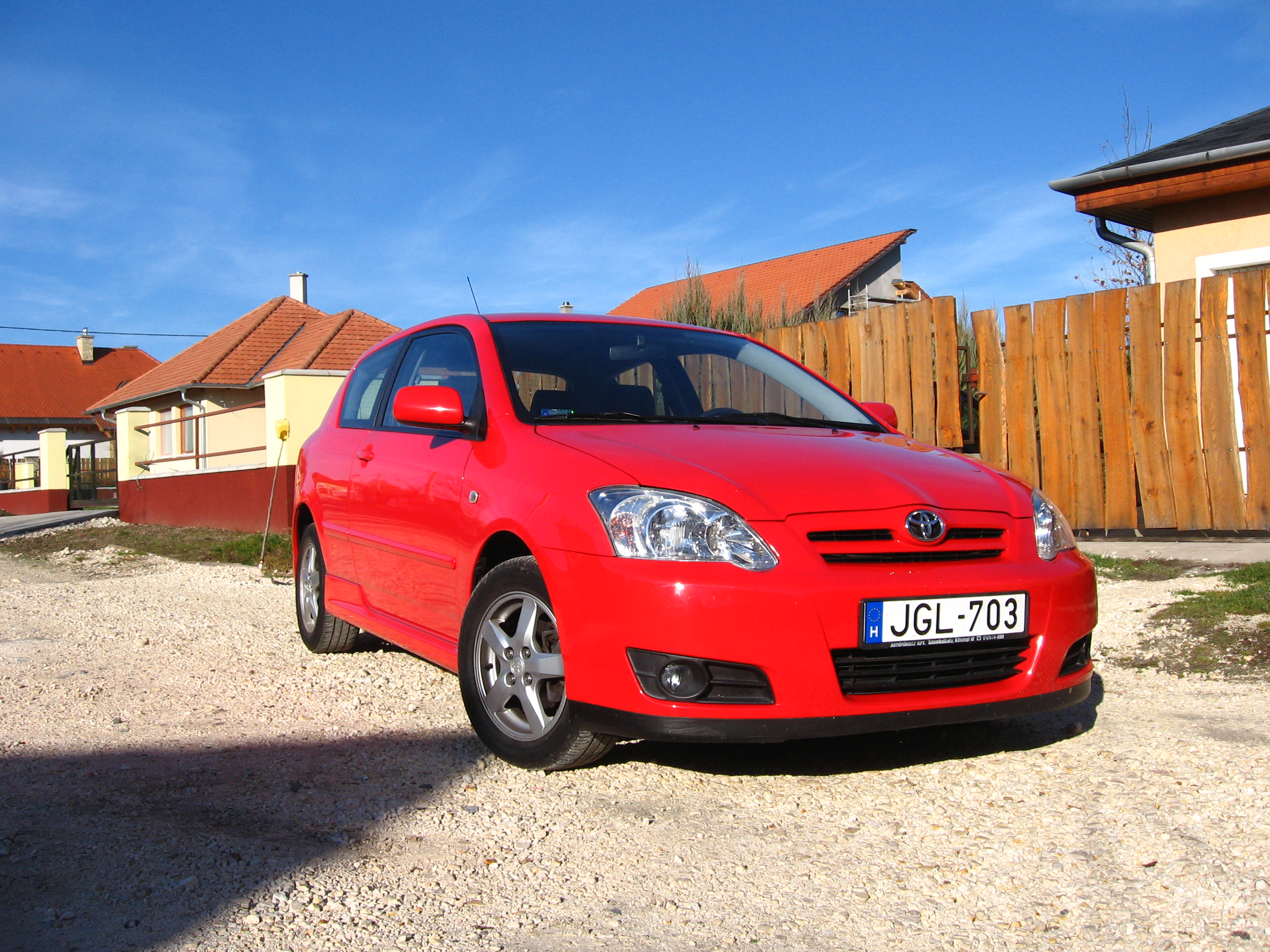
Toyota Corolla 3 porte post-restyling vista frontalmente

Nello stesso anno, per la SW, che aveva frontale e retro differenti rispetto alla berlina, avviene un restyling in cui viene modificata la calandra, a listelli e non più a nido d'ape e il paraurti, più simile a quello della berlina, mentre posteriormente viene ridisegnata la geometria interna dei gruppi ottici.
Col restyling vengono introdotti un aggiornamento del 1.6 a benzina, un nuovo 1.4 D-4D a gasolio disponibile col cambio multi-trasmissione solo per la berlina e col cambio manuale solo per la station wagon e un 2.0 D-4D da 116 CV.
Tra il 2005 e il 2006, in serie limitata, è stata prodotta la Corolla Compressor, mossa dal 1800 della T.S., ma dotato di compressore volumetrico e potenziato fino ad arrivare a 215 CV invece di 190: presentava paraurti abbassati, cerchi in lega specifici (da rally), spoiler posteriore sportivo, minigonne elaborate e sospensioni irrigidite e abbassate rispetto alla T.S.

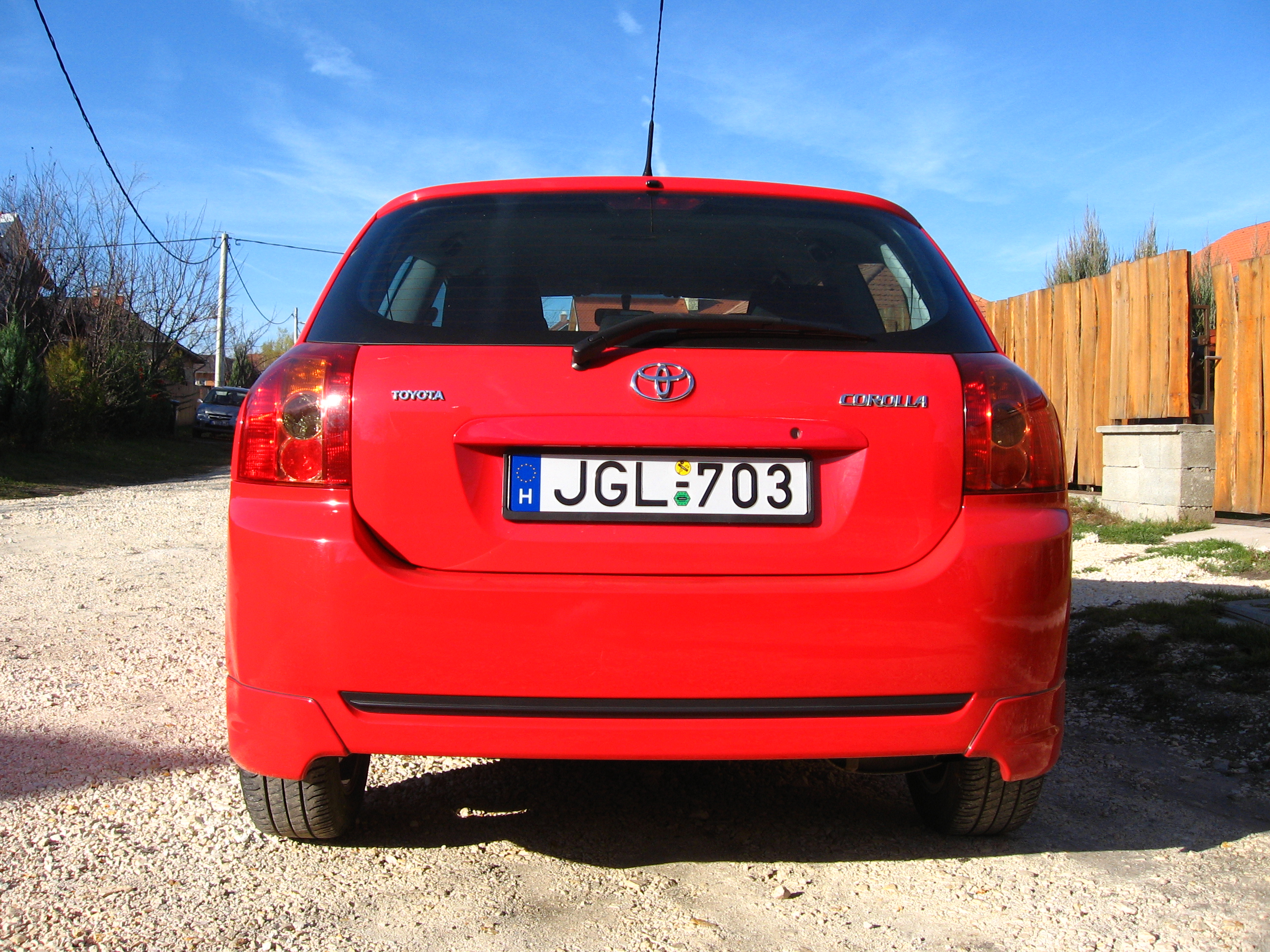
Toyota Corolla 3 porte restyling vista da dietro

Nel 2006, quando ormai stava debuttando la E140, la Corolla si munisce di ESP in tutte le versioni mentre in precedenza era riservato alla versione T.S.
La berlina (non importata in Europa) è uscita di produzione nel 2006, sostituita dalla Corolla E140, mentre la Corolla Verso esce di produzione nel 2009, sostituita dalla Verso, una monovolume indipendente dalla Auris ma basata su di essa.
Tra la fine del 2006 e l'inizio del 2007, in Europa debutta la Auris e il nome Corolla esce dai cataloghi locali in tutte le varianti (Verso esclusa).
In Cina la produzione dell'autovettura in versione berlina è proseguita come Toyota Corolla EX ed è stata ristilizzata nel 2013.

## Propulsori
I motori sono quattro a benzina, 1.4, 1.6 e 1.8 TS e quattro diesel, due litri D-4D, che sono disponibili in maniera differente sulle tre tipologie di carrozzeria.
Il 1.400 eroga 97 CV, e nonostante il peso della vettura, riesce a percorrere oltre 20 km al litro.
Nel 2003 fu introdotto un 2.0 D-4D da 116 CV con ben 280 N·m di coppia disponibile a 2000 giri/min, che sostituisce la precedente versione da 110 CV, per il model year 2002.
Il 1.600 a benzina è l'unico motore disponibile su tutta la famiglia con identiche caratteristiche (110 CV, 81 kW e 150 N·m a 4800 giri).
Il 1.800 ha 192 CV (141 kW) e 180 N·m a 7800 giri per le versioni TS a 3/5 porte e 217 CV (162 kW) e 215 N·m a 8200 giri per le versioni Compressor a 3 porte.
Tutti i motori a benzina, escluso il 1.8, e i motori diesel 1.4 e 2.0 D-4D rispettivamente di 90 e 116 CV, a differenza del 2.0 D-4D da 90 e 110 CV, rispettano le normative antinquinamento Euro 4.
| Modello                        | Disponibilità       | Motore  | Cilindrata | Potenza kW (CV)/rpm | Coppia massima (Nm) | Emissioni CO2 (g/km) | 0–100 km/h (secondi) | Velocità max (km/h) |
| Versioni a benzina             |                     |         |            |                     |                     |                      |                      |                     |
| 1.4 16V VVT-i                  | dal debutto         | Benzina | 1398       | 71 (97)/6000        | 130                 | 159 (160)            | 12                   | 185                 |
| 1.6 16V VVT-i                  | dal debutto al 2004 | Benzina | 1598       | 81 (110)/6000       | 150                 | 168 (172)            | 10,2                 | 190                 |
| 1.6 16V MY2004 VVT-i           | dal 2004            | Benzina | 1598       | 81 (110)/6000       | 150                 | 168 (172)            | 10                   | 190                 |
| 1.8 16V T.S. VVTL-i            | dal debutto         | Benzina | 1795       | 141 (192)/7800      | 180                 | 198                  | 8,4                  | 225                 |
| 1.8 16V T.S. VVTL-i Compressor | dal 2005            | Benzina | 1795       | 162 (217)/8200      | 215                 | n.d                  | 6,9                  | 230                 |
| Versioni a gasolio             |                     |         |            |                     |                     |                      |                      |                     |
| 1.4 D-4D (solo SW)             | dal 2004            | Diesel  | 1364       | 66 (90)/3800        | 190                 | 127                  | 13,3                 | 180                 |
| 1.4 D-4D M-MT                  | dal 2004            | Diesel  | 1364       | 66 (90)/3800        | 190                 | 126                  | 14,5                 | 180                 |
| 2.0 D-4D 90                    | dal debutto al 2004 | Diesel  | 1995       | 66 (90)/4000        | 215                 | 153 (156)            | 12,6                 | 180                 |
| 2.0 D-4D 110 (solo berlina)    | dal debutto al 2003 | Diesel  | 1995       | 81 (110)/4000       | 250                 | 152                  | 10,9                 | 185                 |
| 2.0 D-4D 116 (solo berlina)    | dal 2003 al 2004    | Diesel  | 1995       | 85 (116)/3600       | 280                 | 151                  | 10,6                 | 185                 |
| 2.0 D-4D 116 MY2004            | dal 2004            | Diesel  | 1995       | 85 (116)/3600       | 280                 | 151 (152)            | 10,9                 | 185                 |

N.B: i dati tra parentesi equivalgono alle versioni SW.